# Alexander Nikolajewitsch Ditjatin

Alexander Nikolajewitsch Ditjatin, 2018

Alexander Nikolajewitsch Ditjatin (russisch Александр Николаевич Дитятин; * 7. August 1957 in Leningrad) ist ein ehemaliger sowjetischer bzw. russischer Kunstturner. Bei den Olympischen Spielen 1980 in Moskau gewann er acht Medaillen.

## Erfolge
Seinen ersten olympischen Auftritt hatte Alexander Ditjatin bei den Olympischen Spielen 1976 in Montreal. Dort gewann er Silber im Mannschaftsmehrkampf. Außerdem qualifizierte er sich für zwei Geräteendkämpfe, errang eine Silbermedaille an den Ringen und wurde Sechster am Pauschenpferd. 
Bei den Olympischen Spielen 1980 in Moskau führte Ditjatin die sowjetische Mannschaft zum Titel im Mannschaftsmehrkampf. Er qualifizierte sich auch für alle sechs Geräteendkämpfe. Am 25. Juli 1980 gewann Ditjatin sechs Medaillen an einem Tag: Gold an den Ringen, Silber am Reck, am Barren, am Pauschenpferd und im Sprung sowie eine Bronzemedaille am Boden. Ditjatin ist zusammen mit Michael Phelps der einzige Athlet in der olympischen Geschichte, der acht Medaillen bei den Olympischen Spielen in einem Jahr gewann. Er war auch der erste männliche Athlet, der mit der Höchstnote 10 bei einer olympischen Konkurrenz bewertet wurde, und zwar beim Sprung. 2004 wurde Alexander Ditjatin in die International Gymnastics Hall of Fame aufgenommen.
- Montreal 1976, Gerätturnen: Silber an den Ringen
- Montréal 1976, Gerätturnen: Silber im Mannschaftsmehrkampf

- Moskau 1980, Gerätturnen: Gold an den Ringen
- Moskau 1980, Gerätturnen: Gold im Einzelmehrkampf
- Moskau 1980, Gerätturnen: Gold im Mannschaftsmehrkampf
- Moskau 1980, Gerätturnen: Silber am Reck
- Moskau 1980, Gerätturnen: Silber am Barren
- Moskau 1980, Gerätturnen: Silber am Pauschenpferd
- Moskau 1980, Gerätturnen: Silber im Sprung
- Moskau 1980, Gerätturnen: Bronze am Boden

## Medaillenspiegel
Olympische Spiele: 
- Gold: 3
- Silber: 6
- Bronze: 1

Weltmeisterschaften:
- Gold: 6 (79, 81)
- Silber: 3 (78, 81)
- Bronze: 2 (78, 79)